# Hemadius oenochrous
Hemadius oenochrous is een keversoort uit de familie boktorren (Cerambycidae). De wetenschappelijke naam van de soort is voor het eerst geldig gepubliceerd in 1889 door Fairmaire.